# Mychajlo Kochan
Mychajlo Kochan, född 22 januari 2001, är en ukrainsk friidrottare som tävlar i slägga.

## Karriär
Kochan tog guld i släggkastning vid europeiska spelen 2023. Samma år tog han guld i slägga vid europamästerskapen i friidrott (U23). Vid OS 2024 tog han brons i släggkastning.